# 水野忠重
水野忠重（1541年—1600年8月27日）是日本戰國時代至安土桃山時代的武將。父親是水野忠政。母親是華陽院。兒子有水野勝成等。德川二十將之一。

## 生平
在天文10年（1541年）出生，家中九男。最初與兄長信元一同屬於尾張國的織田信長。在永祿元年（1558年）於尾張緒川、石瀨、以及永祿3年（1560年）於刈屋十八丁畷的戰鬥中立下戰功。此後與信元不和，於是前往三河國仕於德川家康。受家康賜予鷲塚一地，自己在該地築城。在鎮壓三河一向一揆中立下戰功，殺死佐馳（橋）甚五郎（吉實）和大見藤六郎，還與加入一揆方的蜂屋貞次戰鬥。
此後，在進攻駿河掛川城、天王山之戰、姉川之戰中亦有參戰。在三方原之戰時亦立下軍功，受家康賜予戰盔和鎧甲，一說指這是因為當時擔任家康的影武者。另一方面，在天正3年（1575年）於吉田城防禦武田軍攻撃時負傷，在長篠之戰中派出家臣水野清久（後來改名為正重）為代理參戰。。
同年，信元因為被懷疑與武田氏內通而遭信長殺害。天正8年（1580年）8月，織田家臣佐久間信盛被流放，三河刈屋城無人守備，於是被信長下賜，並於9月23日入城，鷲塚城被廢城。因此再次成為信長的家臣，被編入織田信忠的軍團中。天正9年（1581年）1月4日，受到信忠命令，與同族水野守隆一同被派遣至橫須賀城擔任城番。此後，加入家康攻擊高天神城的戰事，並數度向信長報告。1月25日，受到信長指示，此時應該是負責監視攻城軍的軍監，因而被派到德川軍中。天正10年（1582年）2月，參加信忠的甲州征伐。在武田滅亡後，信長在三河池鯉鮒設宴慶祝。
同年6月，本能寺之變爆發，此時與信忠一同在二條城中，後來逃出並返回三河國刈谷，之後屬於織田信雄。天正12年（1584年），在羽柴秀吉挑起小牧長久手之戰時，攻略本治城和常滑城。在長久手之戰中擔任先導役（向導），在蟹江城合戰中有活躍表現。
戰後，主君信雄與秀吉講和。此時，嫡男勝成斬殺家臣並出奔，於是向勝成發出奉公構。忠重被秀吉賜予攝津豐島郡內、神田7百28石。此時領有刈屋、緒川、北伊勢合共1萬3千貫文，即大概12至13萬石。後來受信雄命令，在進攻雜賀的戰事中出陣。在九州征伐、小田原征伐中亦有參戰。天正15年（1587年）7月30日，被賜予豐臣姓，敘任從五位下和泉守。
在小田原之陣後，天正18年9月4日，被移封至伊勢神戶4萬石，此後跟隨秀吉。文祿元年（1592年），於名護屋守備。文祿3年（1595年），再次回到本領刈屋城並擔任城主，石高是2萬石。在秀吉於慶長3年（1598年）死去後，跟隨家康。

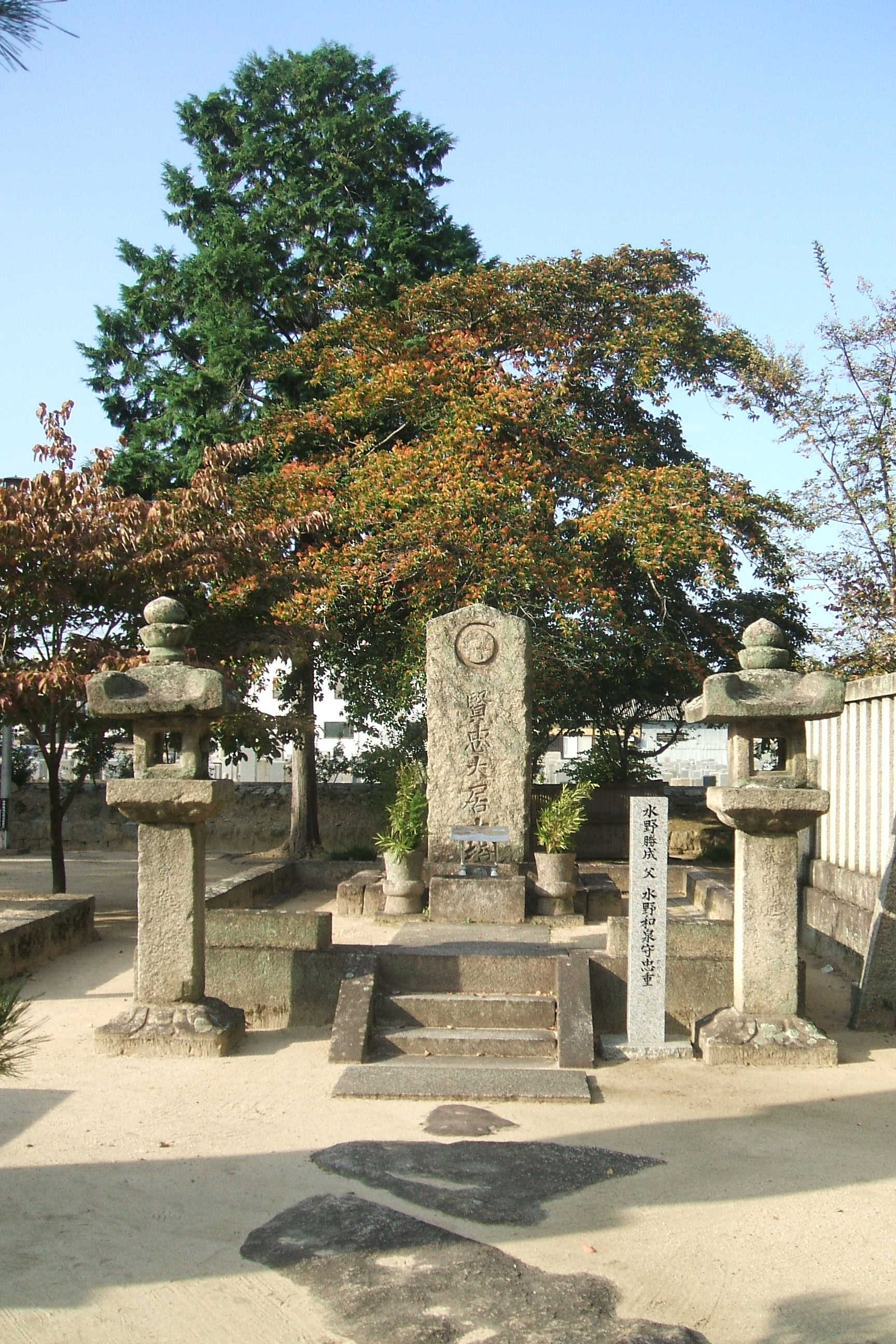
水野忠重公墓所（福山市若松町）

慶長5年（1600年），在關原之戰中加入東軍，但是在本戰前的7月，於三河池鯉鮒（現今愛知縣知立市）中參加堀尾吉晴歡待的酒宴時，被西軍方的加賀井重望暗殺。享年59歲。墓所與兒子勝成同樣，在廣島県福山市的賢忠寺。